# Maastricht-Noordoost
Maastricht-Noordoost, ook wel Buitenwijk Noordoost of Wijk 05 (CBS-code:093505), is volgens de indeling van het Centraal Bureau voor de Statistiek een van de zeven wijken van de Nederlandse stad en gemeente Maastricht. Maastricht-Noordoost is de meest waterrijke wijk van Maastricht: het heeft een oppervlakte van circa 1052 hectare, waarvan bijna 14% uit water bestaat. De wijk telt ongeveer 2700 inwoners, verdeeld over vier buurten, waarmee het de op een na kleinste wijk qua inwonertal is. Met een dichtheid van 297 inwoners per km2 is het tevens de dunst bevolkte wijk van Maastricht. Noordoost kent weinig voorzieningen en bestaat deels uit agrarisch gebied, afgewisseld met enkele dorpskernen, kastelen, natuurgebieden en bedrijfsterreinen.

## Ligging en indeling
Maastricht-Noordoost omvat het meest noordelijke en meest landelijke deel van de gemeente Maastricht. De wijk ligt op de oostelijke oever van de rivier de Maas op een laag liggend terrein. Door het gebied stroomt de beek de Kanjel; ten noorden van Itteren mondt de Geul uit in de Maas. De Maas, die hier twee flauwe S-bochten beschrijft om de dorpen Borgharen en Itteren heen, vormt tevens de westelijke begrenzing van de wijk. De noordgrens is tevens de gemeentegrens en loopt langs de zuidelijke bebouwing van het dorp Bunde en dwars door de buurschap Weert. De oostelijke grens wordt gevormd door de spoorlijn Maastricht-Venlo. De zuidgrens loopt ten noorden van het dorp Limmel en het Kasteel Bethlehem richting het Julianakanaal en sluit daarna aan op de Maas.
Van de zeven wijken van Maastricht (met in totaal 44 buurten) grenzen er twee (drie buurten) aan Noordoost. Van west naar oost zijn dat: Maastricht-Centrum (buurt: Boschpoort) en Maastricht-Oost (buurten: Limmel en Nazareth). Verder grenst de wijk aan de Belgische gemeente Lanaken en aan de Nederlandse gemeente Meerssen.
De wijk telt officieel vier buurten, die allemaal het wijknummer 093503 dragen, gevolgd door een tweecijferige code: Beatrixhaven (00), Meerssenhoven (01), Borgharen (02) en Itteren (03). Borgharen is zowel qua oppervlakte (363 ha) als qua inwonertal (ruim 1700) de grootste buurt, hoewel het met dat laatste cijfer ook tot de tien kleinste buurten van Maastricht behoort. Beatrixhaven en Meerssenhoven hebben beide minder dan vijftig inwoners.

### Vogelaarwijk Noordoost
Begin 21e eeuw werd de benaming Maastricht Noordoost tevens benut voor een van de 40 zogenaamde 'vogelaarwijken'. Deze ligt – zeer verwarrend – niet in de wijk Maastricht-Noordoost, maar in Maastricht-Oost. De vogelaarwijk Maastricht Noordoost bestaat uit een viertal buurten: Wyckerpoort, Wittevrouwenveld, Limmel en Nazareth. Deze stonden op de lijst van 40 aandachtswijken van oud-minister Ella Vogelaar. In de vier buurten woonden in 2007 15.214 mensen. De werkloosheid was (en is) er hoger dan in de rest van Maastricht: bijna 22% in Nazareth, tegen 13% in Maastricht. Het aantal laagopgeleiden was en is groot en de bevolkingssamenstelling is in het algemeen eenzijdig. Het overgrote deel van de huizen bestaat nog steeds uit huurwoningen. In 2010 keurde de gemeente Maastricht de wijkopbouwplannen voor Wyckerpoort-Wittevrouwenveld en voor Nazareth-Limmel goed. De uitvoering daarvan is anno 2020 nog niet afgerond.

## Geschiedenis

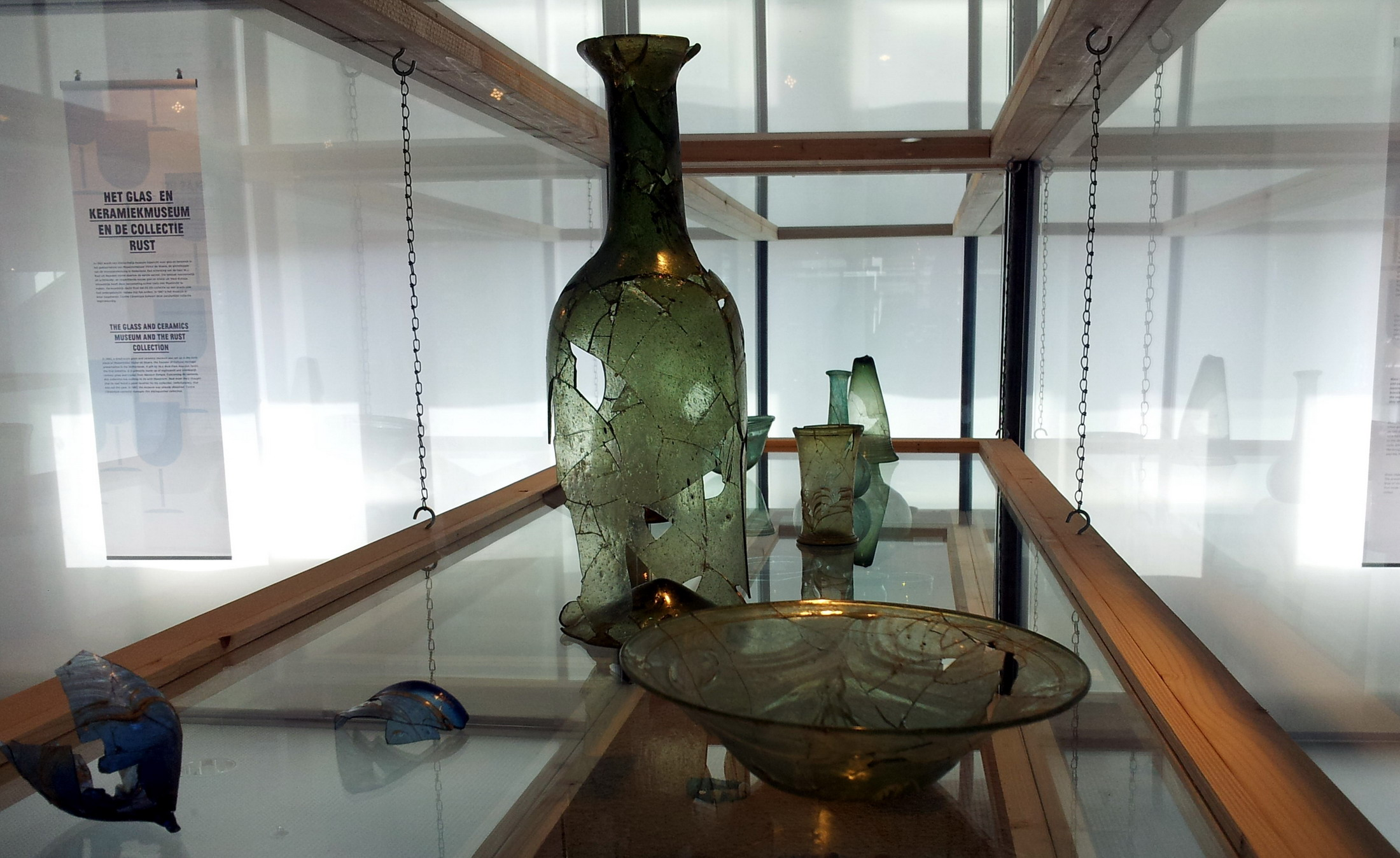
Merovingisch glas uit Borgharen, (Centre Céramique)

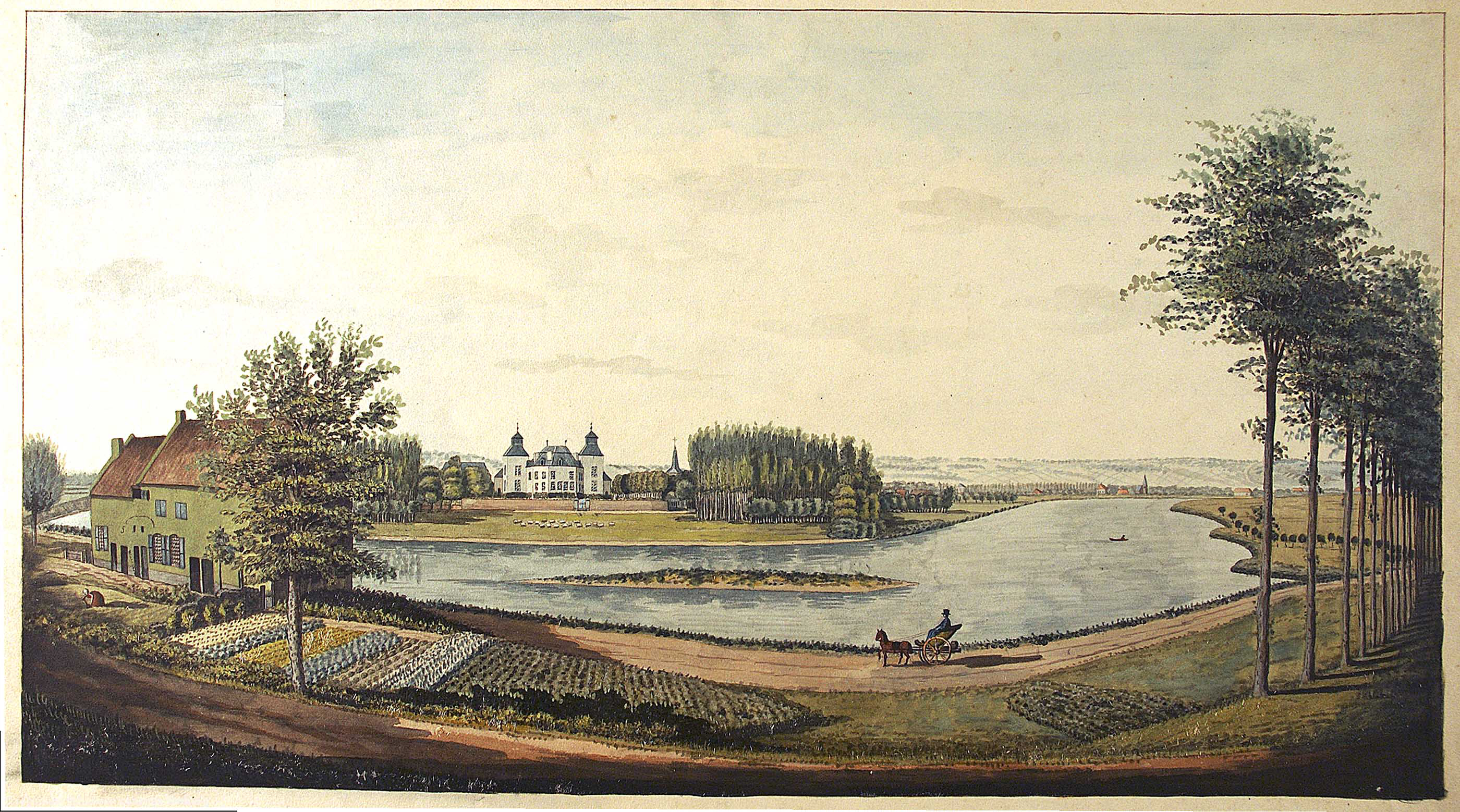
Kasteel Borgharen vanaf de Bosscherweg (Ph. van Gulpen, 1836)

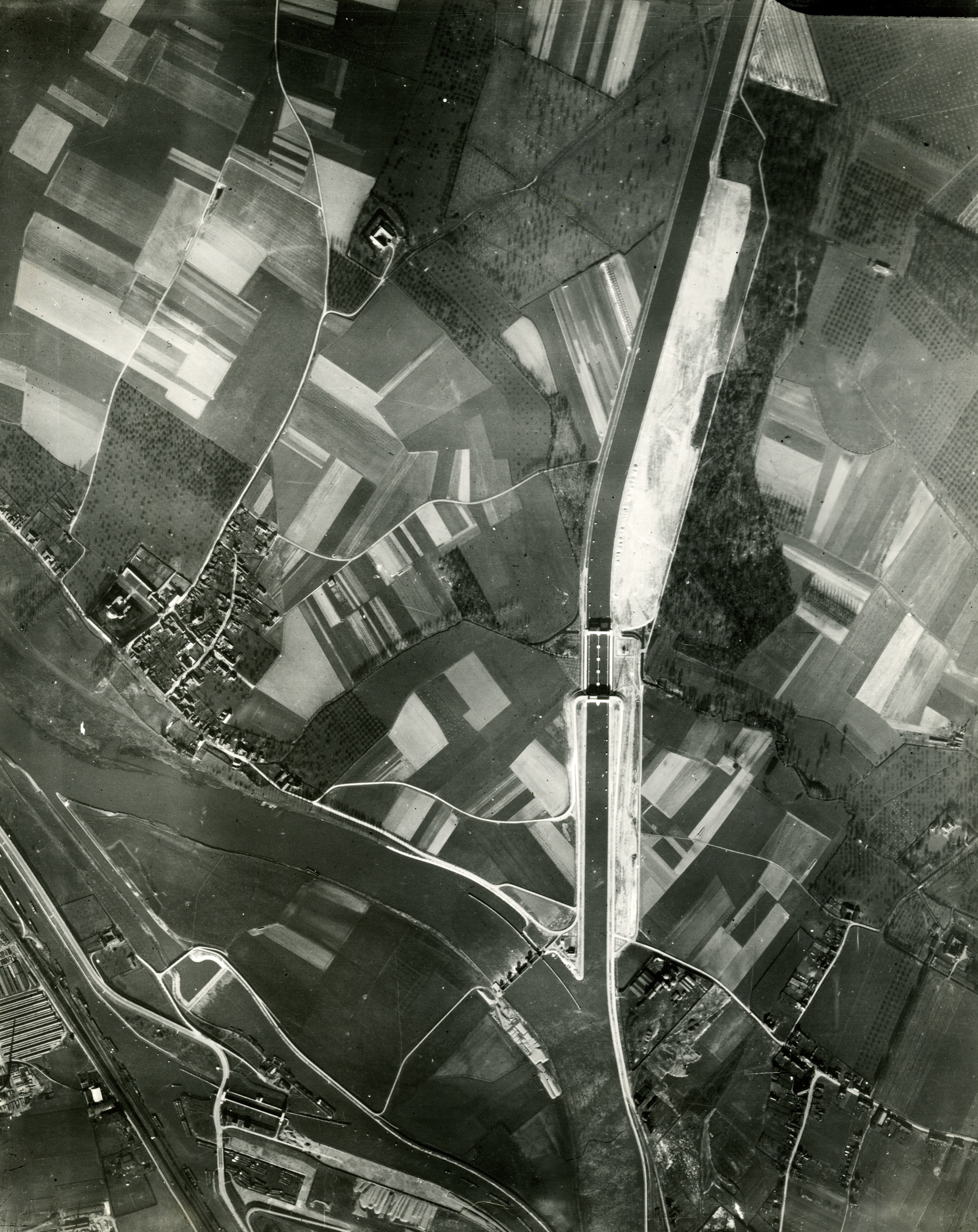
De stuw- en sluizencomplexen bij Borgharen, ca. 1935

In de jaren 1990 en 2000 vond in Noordoost een serie archeologische opgravingen plaats in verband met de ophanden zijnde grootschalige ontgrindingen tussen Borgharen en Itteren. In Itteren werden in 2009 twee begraafplaatsen gevonden uit de midden- en late-ijzertijd. Het zuidelijke was een crematiegrafveld omsloten door greppels, waarbij in sommige crematiegraven aardewerk, glazen armbanden of munten uit de periode 250-150 v.Chr. werden aangetroffen. Na 150 na Chr. vonden er opnieuw enkele begravingen plaats. Het noordelijke grafveld met twintig crematiegraven dateert uit de periode 500-200 v.Chr. Van 1995 tot 2012 werden in Borgharen restanten van de Romeinse villa Borgharen-Pasestraat en 23 merovingische graven onderzocht. De villa, waarvan slechts een klein deel is opgegraven, was van het type villa rustica en dateert waarschijnlijk uit de eerste eeuw na Chr. Nadat de villa in de derde of vierde eeuw verwoest was, werd deze waarschijnlijk door de nieuwe Frankische bewoners gebruikt als vindplaats voor bouwmateriaal. De begravingen dateren uit de tweede helft van de 6e eeuw tot het eerste kwart van de zevende eeuw.
Vanouds lagen hier enkele belangrijke kastelen, zoals kasteel Borgharen, in 1202 voor het eerst genoemd, kasteel Meerssenhoven, voor het eerst genoemd in 1345, en kasteel Vaeshartelt en Hartelstein, beide voor het eerst genoemd in 1381. Het dorp Borgharen werd voor het eerst vermeld (als 'Hara') in een bul van Paus Alexander III uit 1178. Daaruit blijkt dat de proosdij van Meerssen toen bepaalde cijnsrechten in Borgharen bezat. Borgharen was in die tijd nauw verbonden met het land van Valkenburg. Het kasteel werd door de heren van Valkenburg gebruikt om tol te heffen op de Maas, wat meermaals leidde tot conflicten met Maastricht, dat zijn handel bedreigd zag. In 1318 werd het kasteel door de Maastrichtenaren, gesteund door de Luikse prins-bisschop Adolf van der Mark, totaal verwoest. In 1330 werd Borgharen een Brabants leengoed.
Maastricht-Noordoost bestond tot midden twintigste eeuw voornamelijk uit landbouwgronden. Het gebied had vanwege de nabijheid van de belangrijke vestingstad Maastricht zeer te lijden van de frequente belegeringen. Bij het Partagetraktaat van 1661 werden Borgharen en Itteren aan de Republiek der Zeven Verenigde Nederlanden toegewezen, als onderdeel van Staats-Overmaas. De parochiekerken functioneerden in die tijd als simultaankerken. In 2010 werd bij Borgharen een uniek massagraf met resten van 65 paarden ontdekt. Aangenomen wordt dat de paarden gesneuveld zijn of wegens ziekte of verwondingen zijn afgemaakt tijdens het Beleg van 1794 door de Franse generaal Kléber.
In 1853 werd in het gebied de spoorlijn Maastricht-Aken geopend; in 1865 gevolgd door de spoorlijn Maastricht-Venlo, onderdeel van de Staatslijn E. Aan eerstgenoemde lijn lag van 1853 tot 1933 het Station Mariënwaard (in 1970 gesloopt). Een grote verandering in het gebied voltrok zich toen in de jaren 1920 en 30 de Maas werd gekanaliseerd, waarbij onder anderen werklozen werden ingezet. De Maas bij Borgharen werd voor het scheepvaartverkeer afgesloten door de bouw van het stuw- en sluiscomplex Borgharen, dat in 1929 werd opgeleverd. Van 1925 tot 1935 werd het Julianakanaal gegraven, dat toegankelijk was voor schepen tot 2000 ton. In 1934 werd de sluis Limmel voltooid, tussen Limmel en Borgharen. De door de ingenieur van Rijkswaterstaat Otto Reich ontworpen sluis is vrijwel identiek aan die in Bosscherveld.
Een deel van het gebied werd al in 1951 door Maastricht geannexeerd; de zelfstandige gemeenten Borgharen en Itteren volgden in 1970. De plannen voor de 130 ha grote Beatrixhaven dateren uit 1948. In 1956 startte de aanleg van de Ankerkade, het graven van de zwaaikom en het bouwrijp maken van industrieterreinen in deze omgeving. Van 1962-64 werd het bedrijventerrein voltooid. Na de rampzalige overstroming van de Maas in 1993 in Borgharen en Itteren, en opnieuw in 1995, zijn rond de dorpen dijken aangelegd. Tevens werden plannen gemaakt voor een meer permanente oplossing van het hoogwaterprobleem. In 2008 ging het Grensmaasproject op de locatie Itteren van start. Doel was om door middel van grindwinning te komen tot stroombedverbreding, waardoor de Maas minder snel zou overstromen. Tevens heeft de ontgrinding bijgedragen tot natuurontwikkeling in het gebied. Bij Itteren is de grindwinning omstreeks 2018 beëindigd - bij Borgharen iets eerder. Er is een groot natuurgebied ontstaan, waar gallowayrunderen en konikspaarden voor de begrazing zorgen.

## Architectuur en stedenbouw
Maastricht-Noordoost is een amorfe wijk die bestaat uit drie deelgebieden die weinig met elkaar gemeen hebben. De buurten Borgharen en Itteren hebben dat juist wel, door hun dorpse karakter en de ruimte die de Maas hier heeft gekregen. Meerssenhoven is een overblijfsel van de landgoederenzone, zoals die er tot de jaren 1950 uitzag. De Beatrixhaven is een haven en industriegebied, waar geen relatie meer bestaat met het oorspronkelijke cultuurlandschap.
De wijk telt 44 rijksmonumenten en 69 gemeentelijke monumenten (72 objecten). Het belangrijkste erfgoed bestaat uit de kastelen, historische buitenplaatsen en monumentale boerderijen, die tevens onderdeel zijn van het Buitengoed Geul & Maas. Hier liggen onder andere Kasteel Vaeshartelt met tuinen, bijgebouwen en de villa Klein Vaeshartelt, Kasteel Meerssenhoven met herenhoeve, Kasteel Borgharen met bijbehorende kasteelboerderij, Kasteelhoeve Hartelstein en de Wiegershof. Van de religieuze bouwwerken en monumenten kunnen genoemd worden de Sint-Corneliuskerk (Johannes Kayser, 1888), het voormalige Franciscanessenklooster (eigenlijk een verbouwde pastorie) en het Heilig Hartbeeld (J.W. Ramakers en Zonen, 1927) in Borgharen, en de Sint-Martinuskerk (Mathias Soiron, 1784) en de Mariakapel (ca. 1870) in Itteren. Kenmerkend voor de wijk zijn ook de verspreid liggende relicten van 20e-eeuwse infrastructurele werken, zoals het stuw- en sluizencomplex bij Borgharen en Limmel en de klinknagelbrug uit ca. 1930 over het Julianakanaal bij Itteren. Het Station Maastricht Noord dateert uit 2014. Bijzondere industriële gebouwen in Beatrixhaven zijn het pand van Eyck Verfindustrie aan de Galjoenweg (Cees van Sprang, 1968; met een kunstwerk van Ad Dekkers) en dat van Mora Snacks aan de Fregatweg (Pieter Koene, 1972).

## Fotogalerij

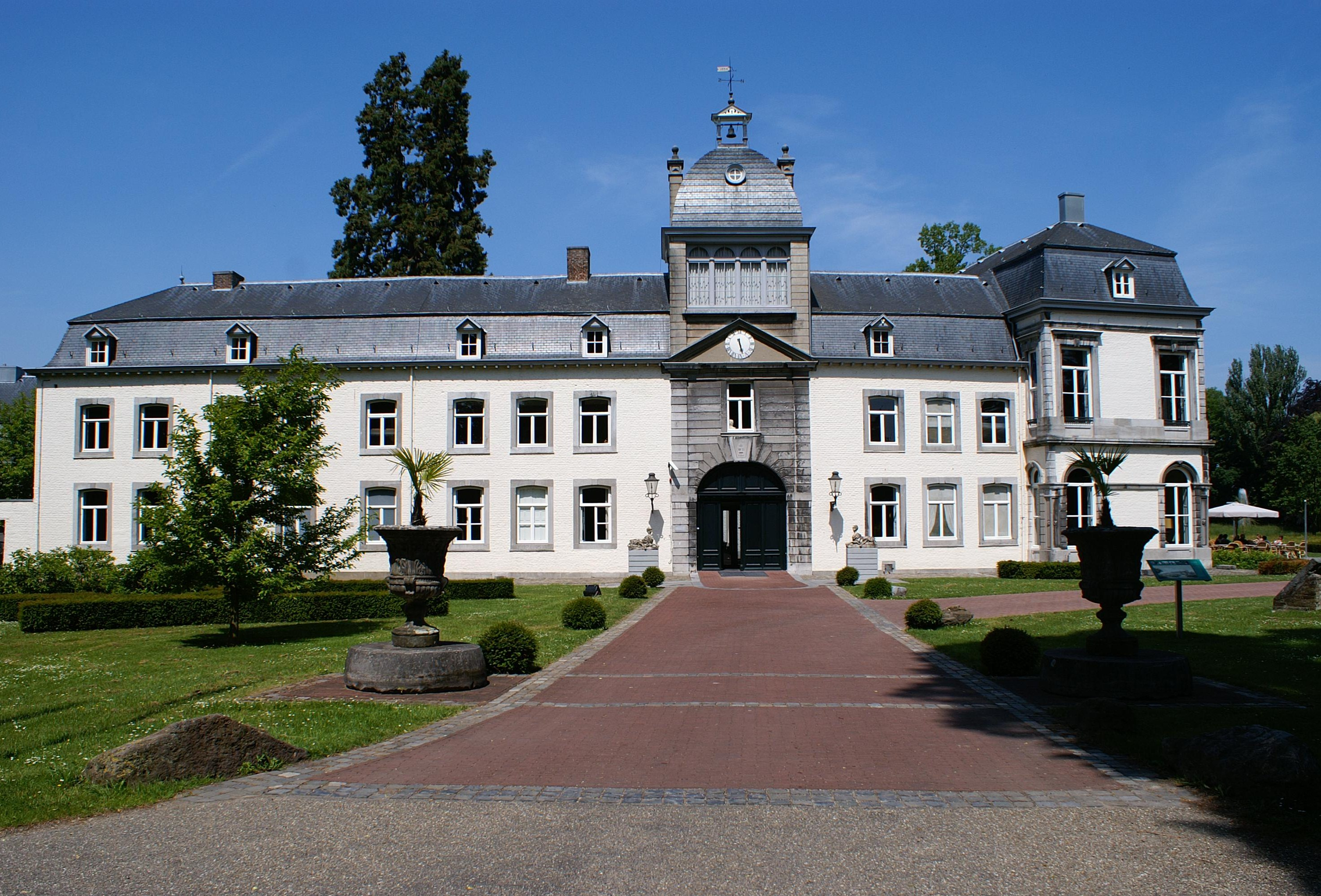
Kasteel Vaeshartelt
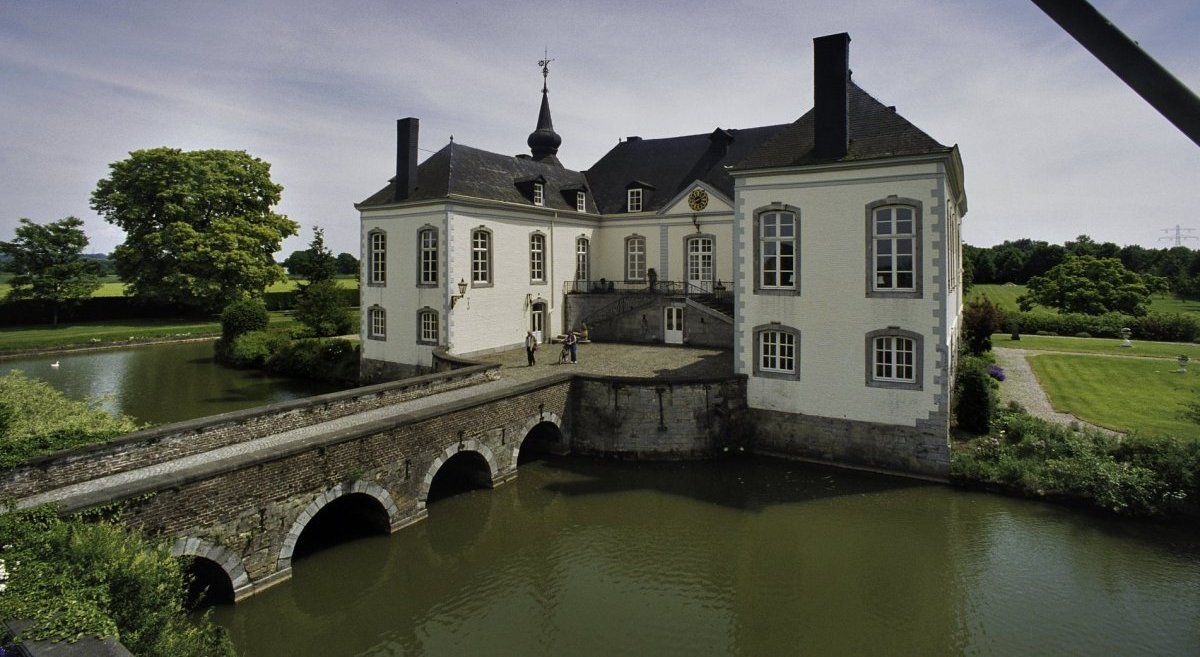
Kasteel Meerssenhoven
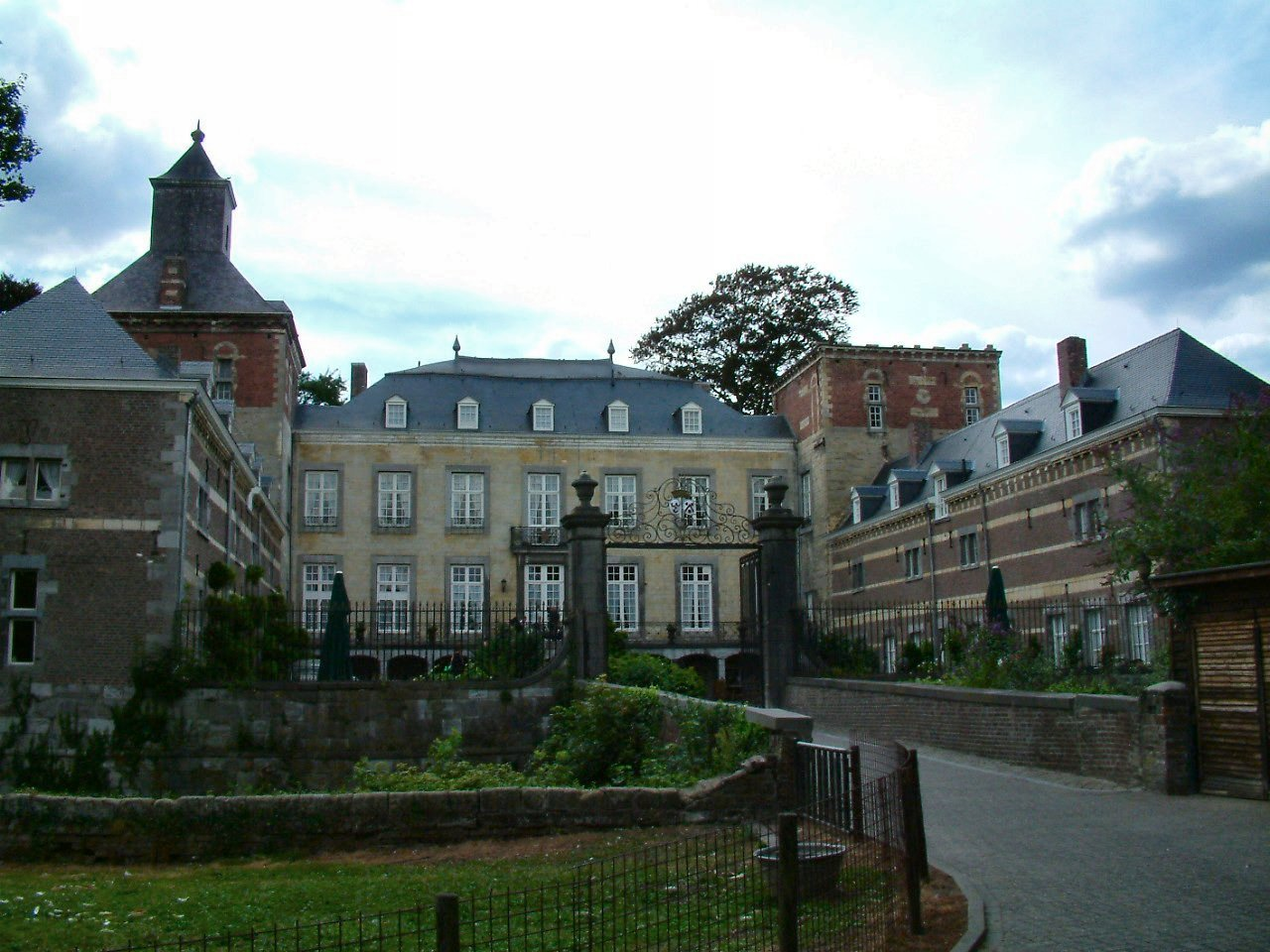
Kasteel Borgharen
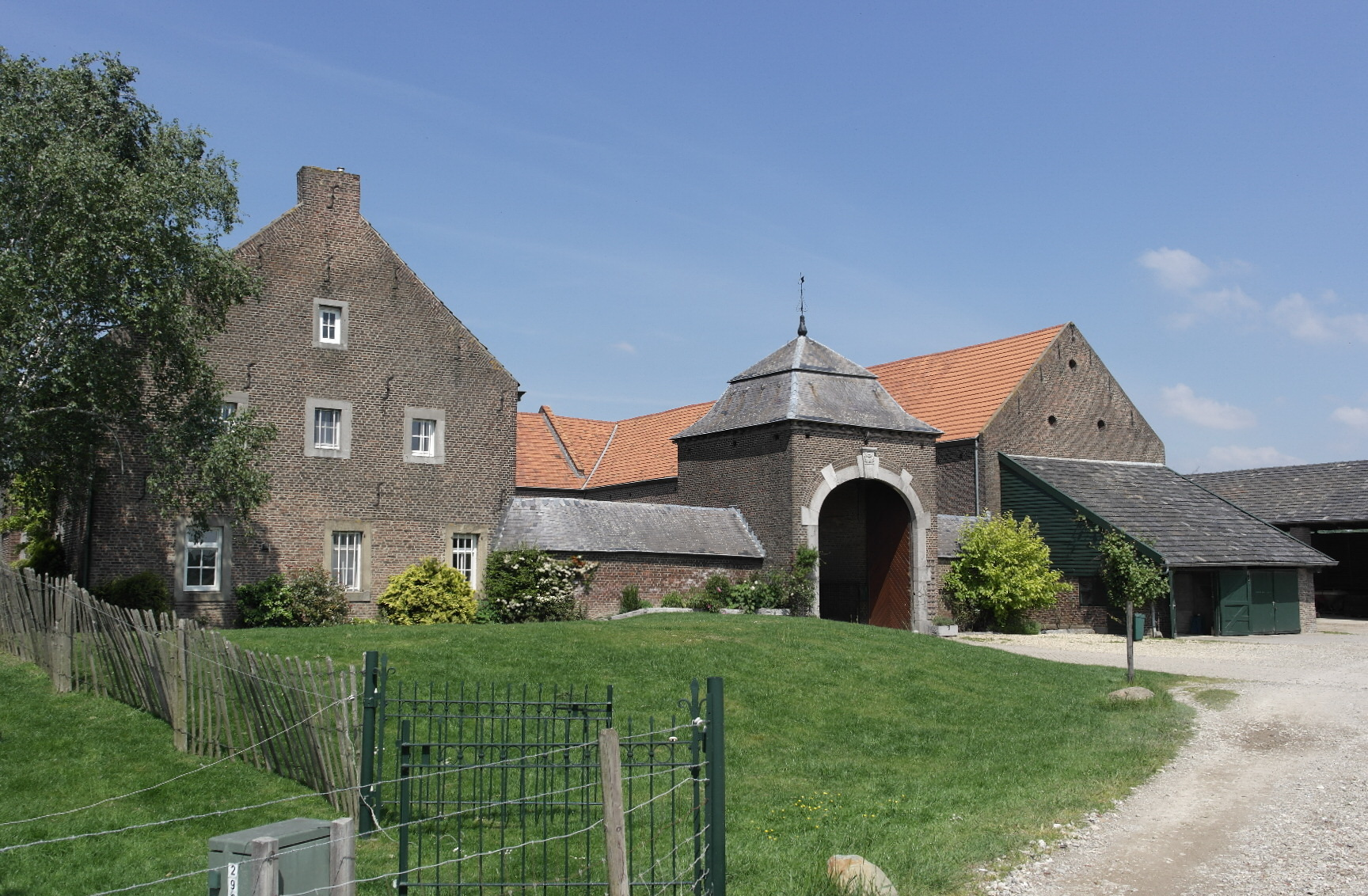
Wiegershof
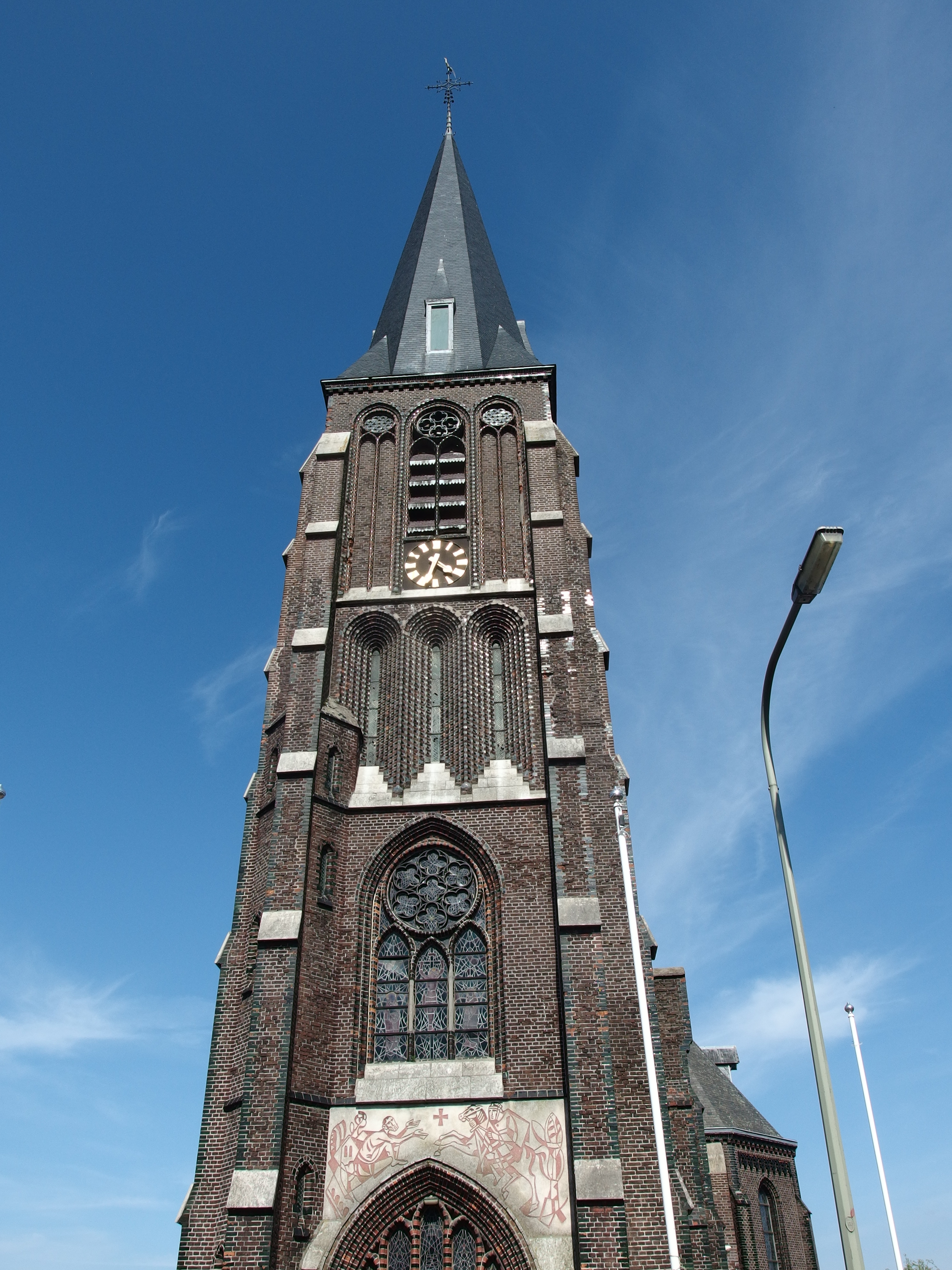
Sint-Corneliuskerk, Borgharen
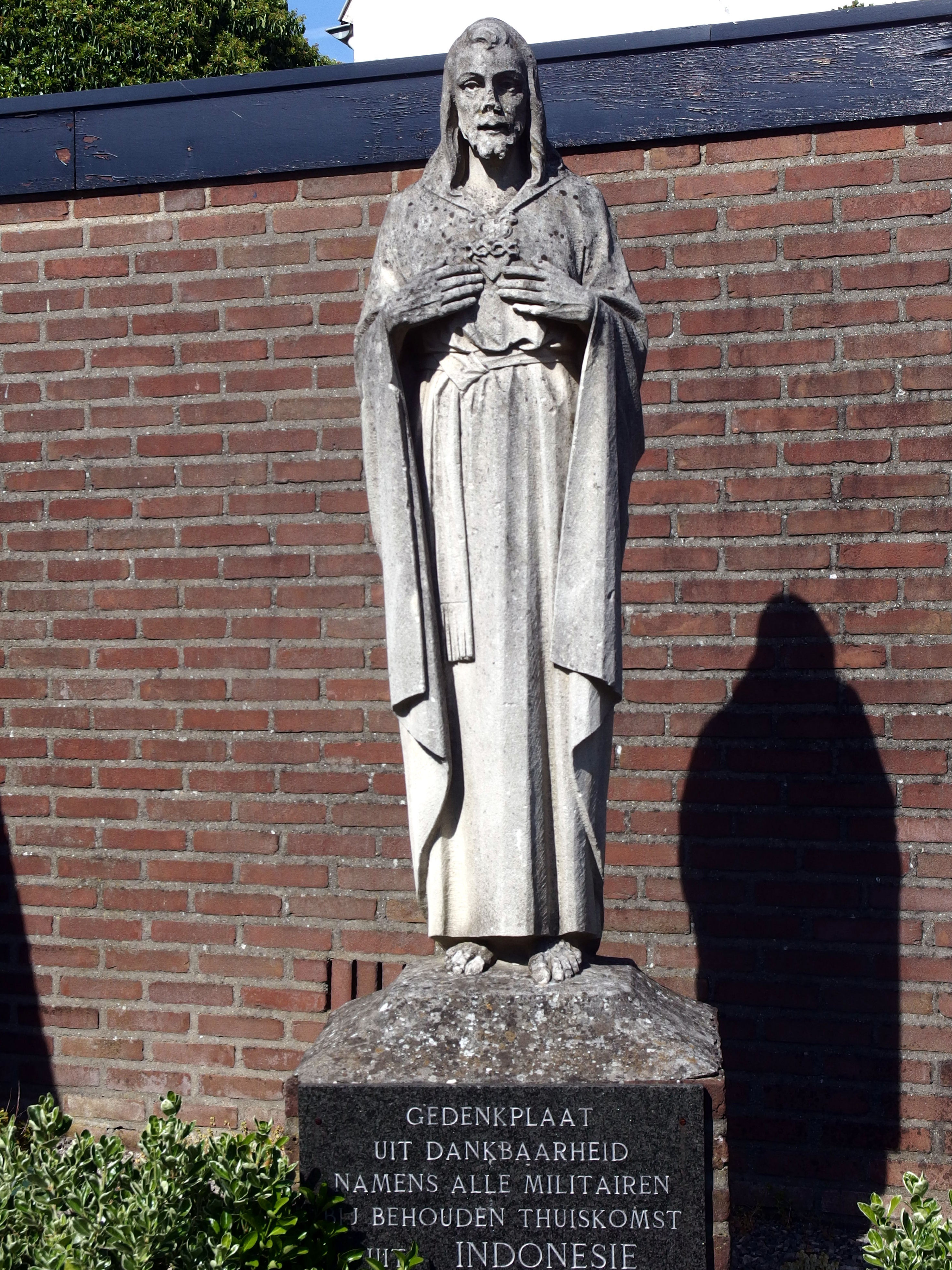
Heilig Hartbeeld, Borgharen
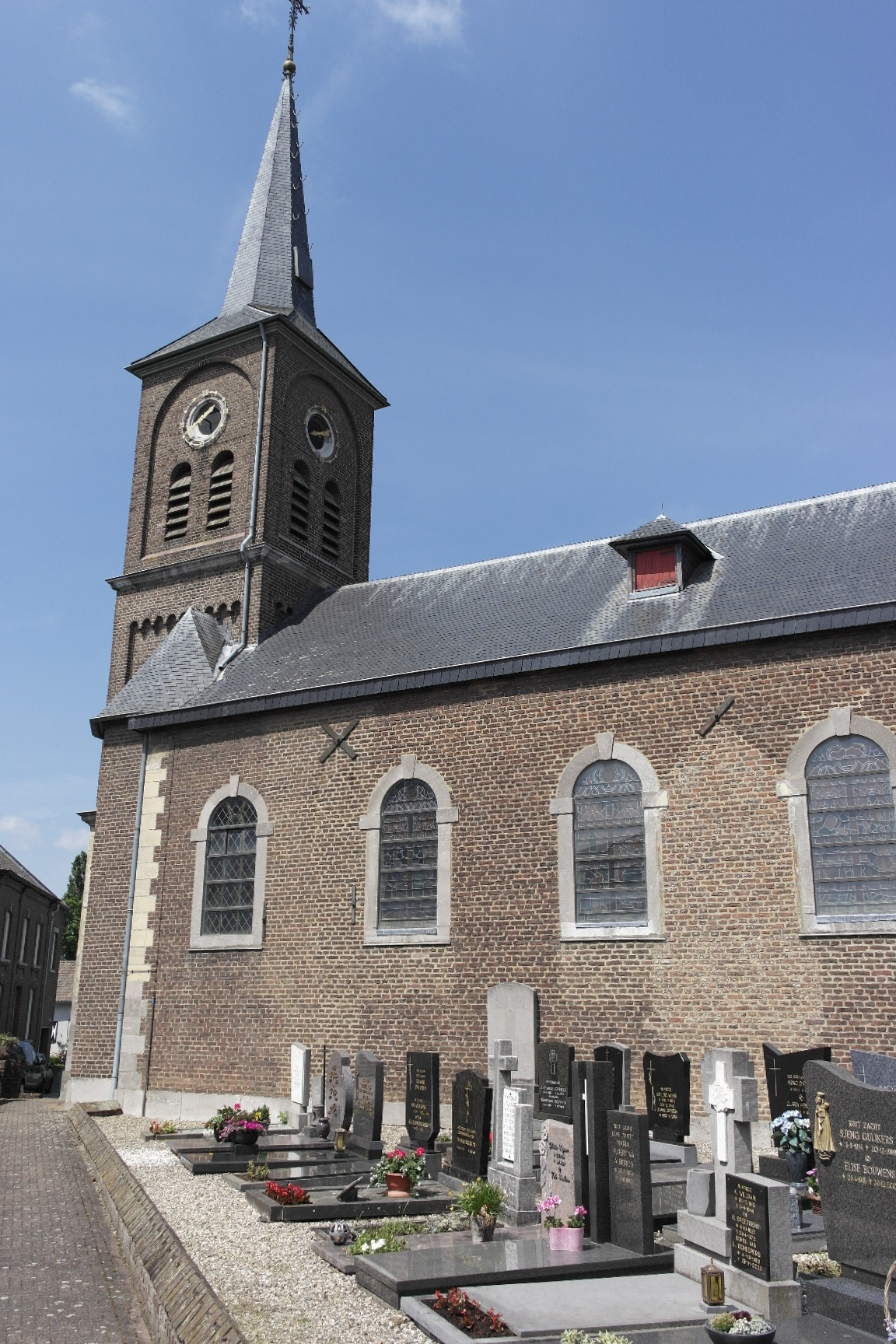
Sint-Martinuskerk, Itteren
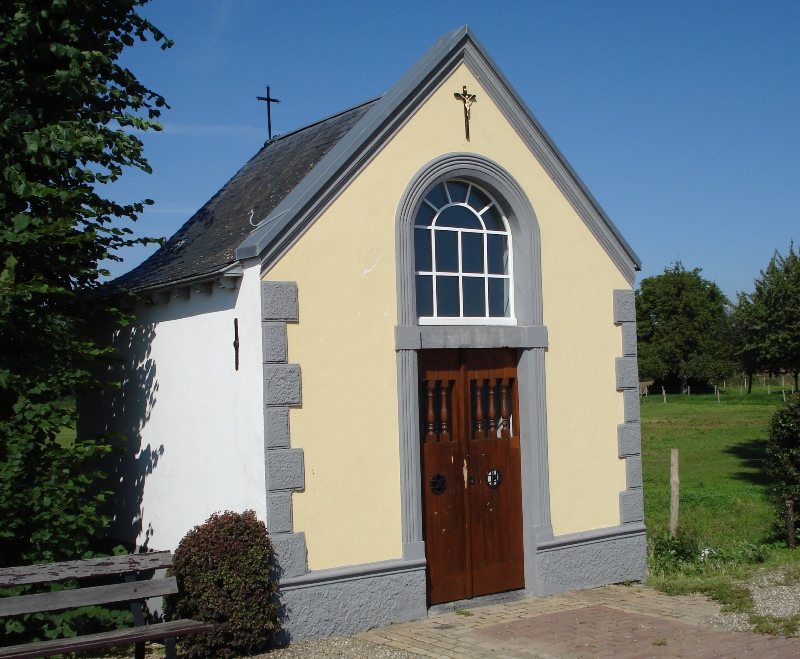
Mariakapel Pasestraat, Itteren
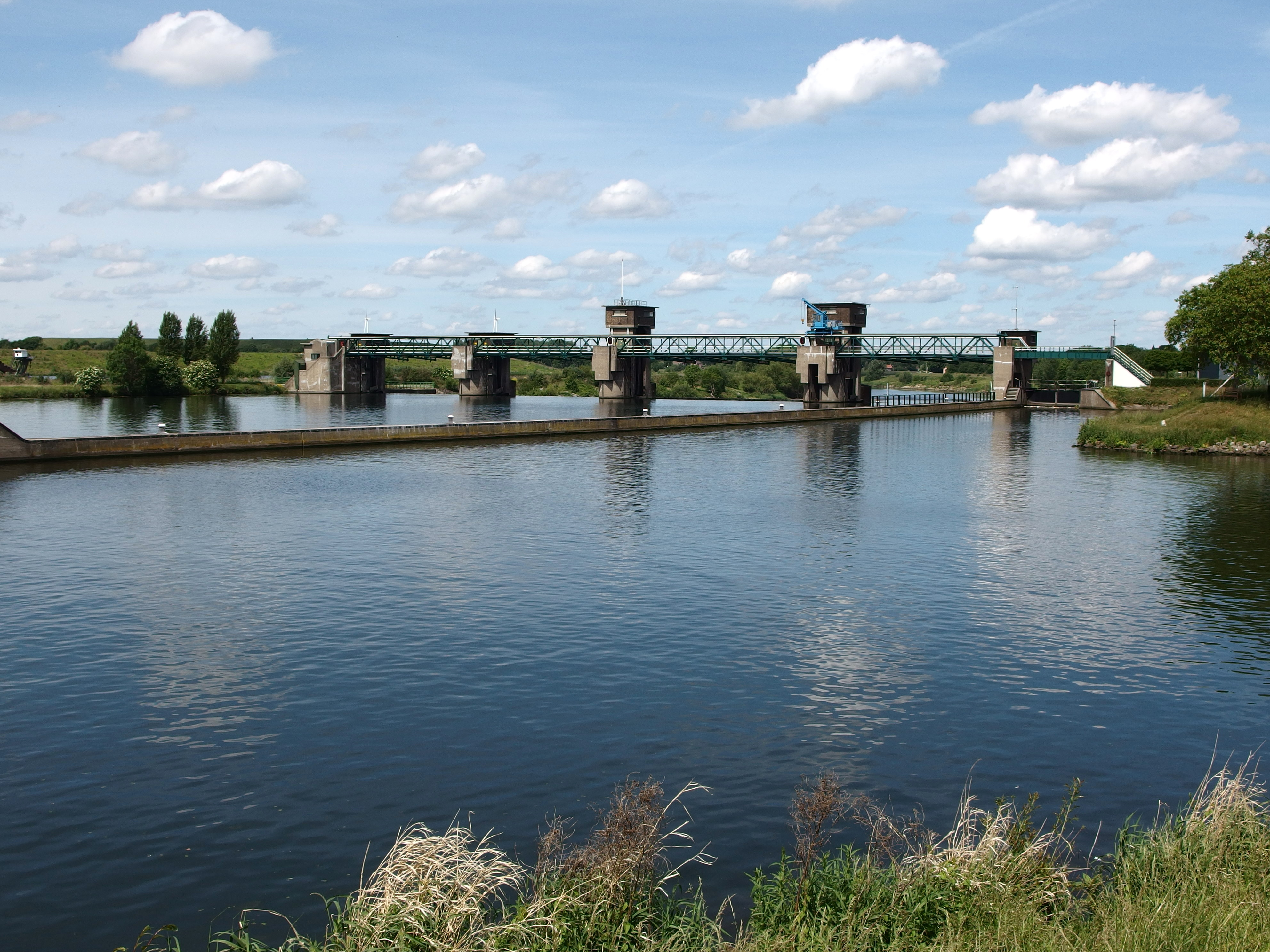
Stuw- en sluiscomplex Borgharen
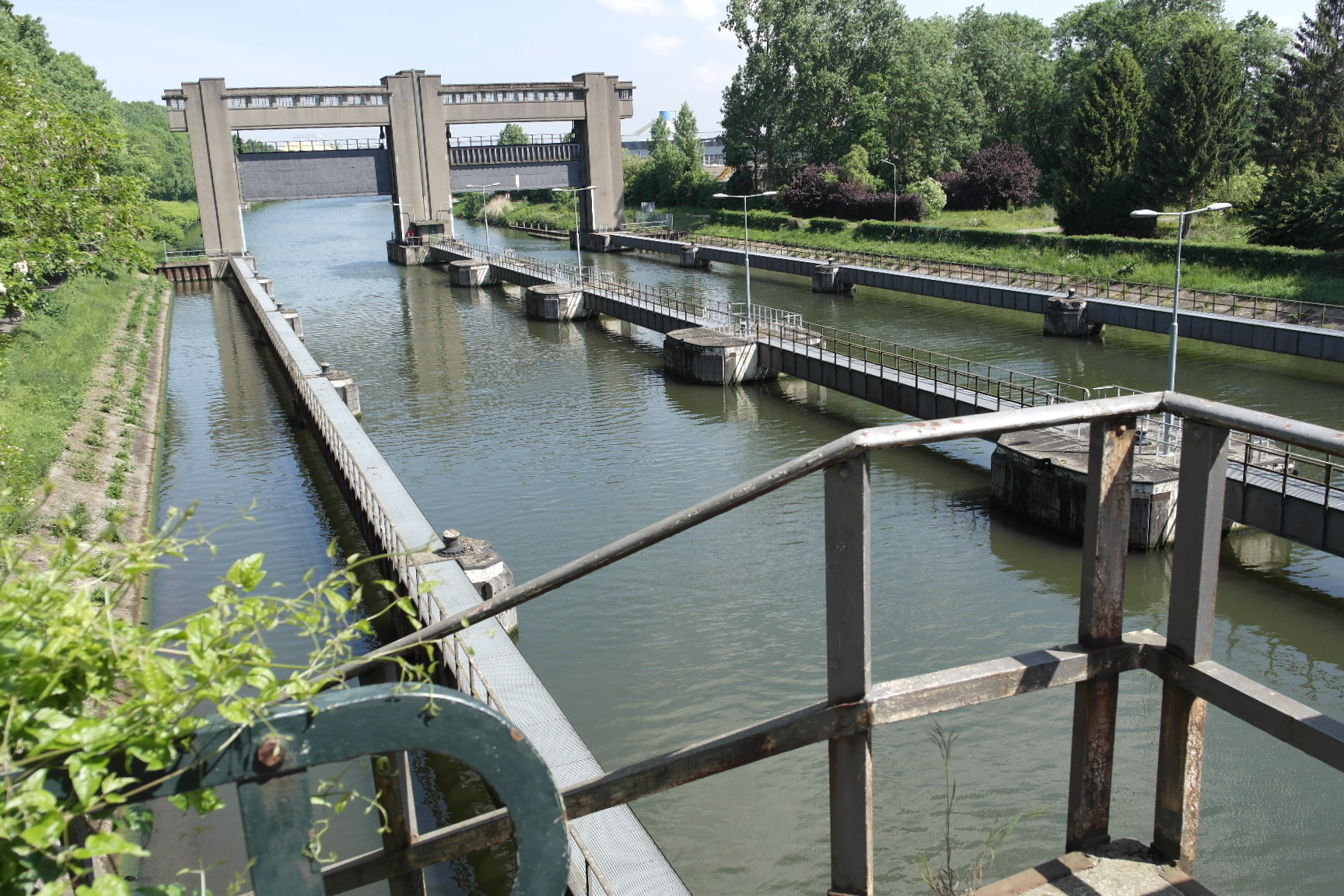
Sluis Limmel
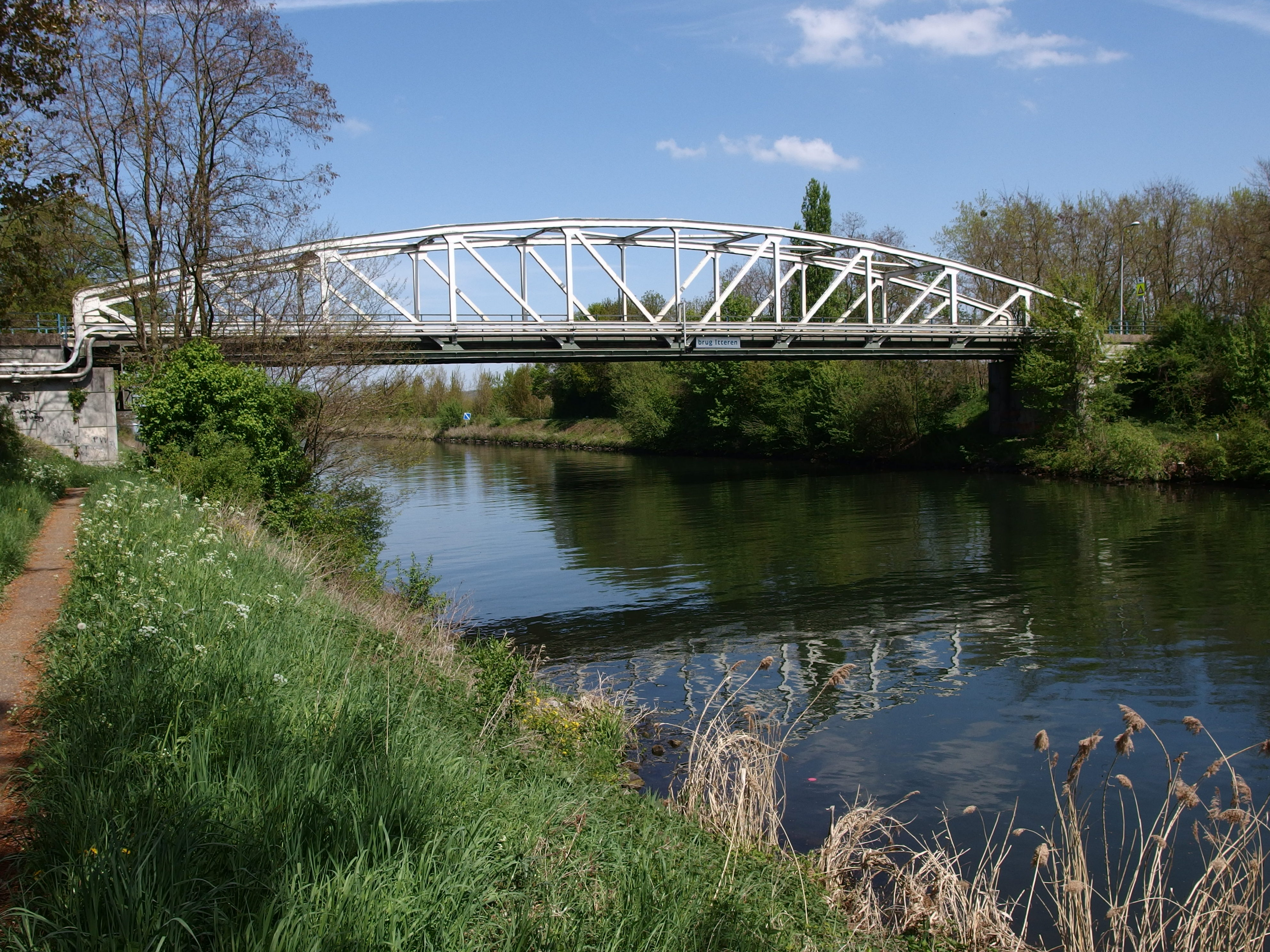
Brug Julianakanaal, Itteren
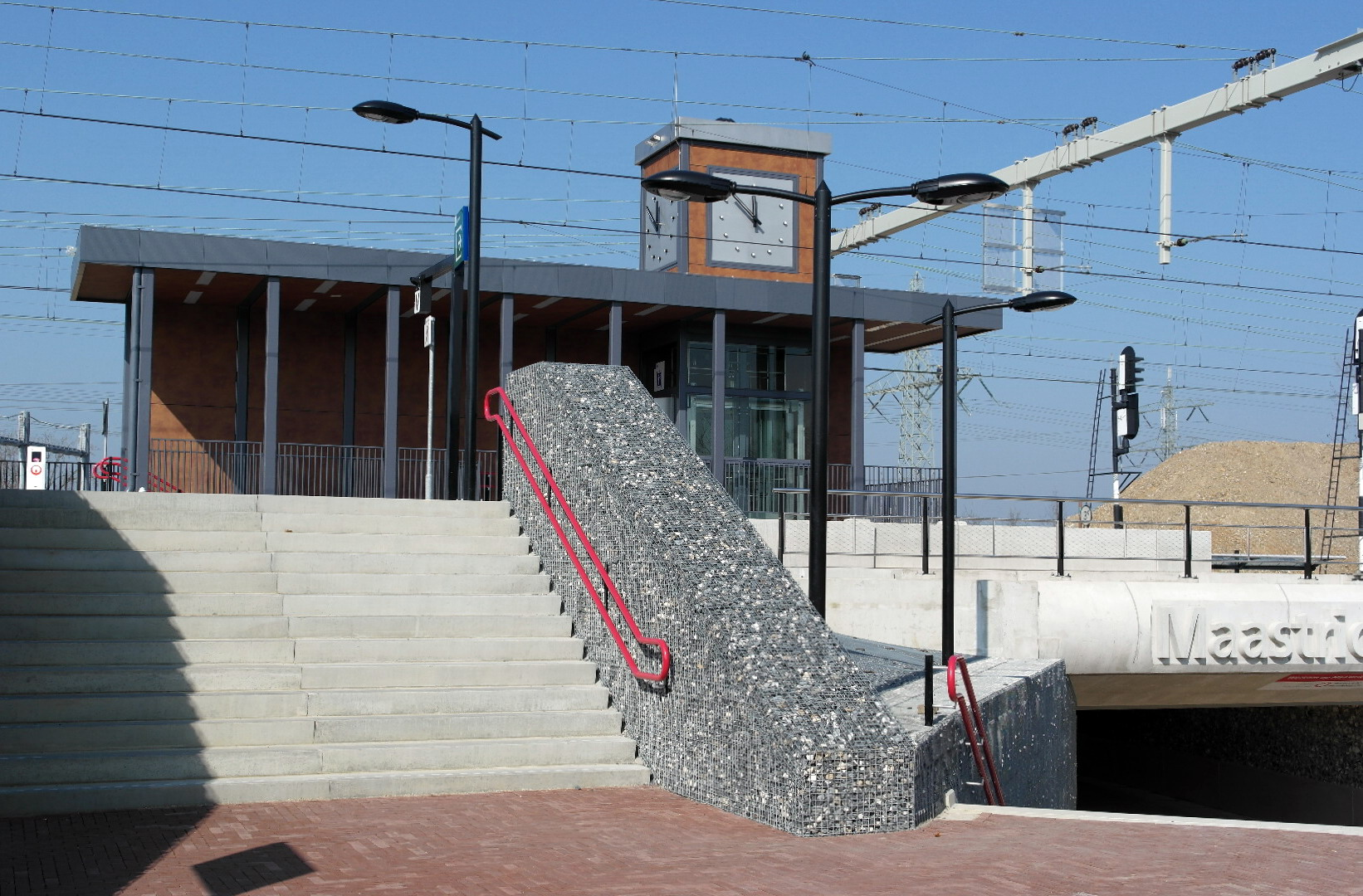
Station Maastricht Noord